# Hugh Porter
Hugh Porter (Wolverhampton, 27 januari 1940) is een voormalig Engels wielrenner.
Hij was vooral succesvol in het baanwielrennen en was een groot specialist op de (5 kilometer) individuele achtervolging. Als amateur nam hij deel aan de Olympische Zomerspelen 1964 in Tokio. Hij werd er uitgeschakeld in de kwartfinale, maar hij ontmoette er wel zijn toekomstige vrouw, de zwemster en Olympisch kampioene Anita Lonsbrough.
In 1966 won hij zijn eerste gouden medaille in een internationaal achtervolgingskampioenschap, op de British Empire and Commonwealth Games (de latere Gemenebestspelen) van dat jaar. 
Porter werd prof in 1967. Hij werd viermaal wereldkampioen individuele achtervolging, in 1968, 1970, 1972 en 1973. Ook won hij tweemaal zilver (1967 en 1969) en eenmaal brons (1971) op WK's. Met als resultaat dat hij vanaf 1967 tot en met 1973 onafgebroken op het podium eindigde in het achtervolgingstoernooi in de wereldkampioenschappen. 
In de winterbaanseizoenen reed Porter elk jaar een beperkt aantal zesdaagses, in totaal 22, met als beste uitslag de 4e plaats in de Zesdaagse van Londen van 1969 met Emile Severeyns.
Zijn programma op de weg, dat in dienst stond van zijn ambities in de achtervolging,
en daarmee zijn palmares op de weg, bleef beperkt tot Engelse wedstrijden van nationale allure, waaronder twee overwinningen in de Tom Simpson Memorial (1969 en 1976).
Hij beëindigde zijn wielerloopbaan in 1979.
Tot april 2013 was Hugh Porter wielerverslaggever voor de BBC-televisie, en werkt tegenwoordig (2016) onder meer voor ITV als verslaggever van wielerwedstrijden. 